# Vanderley Mathias
Vanderley Mathias, mais conhecido como Vavá, foi um personagem interpretado por Luis Gustavo no extinto seriado humorístico brasileiro Sai de Baixo, exibido pela Rede Globo entre 1996 e 2002.

## Biografia
Vavá é o síndico do Arouche Towers, em São Paulo, e dono da companhia de turismo VavaTur. Seu bordão memorável é "Aqui, Farroupilha!".

### Enredo principal
Sua irmã, Cassandra, após a Receita Federal lhe confiscar todos os bens, passou a viver no apartamento de Vavá, junto com sua filha, Magda, e Caco, marido dela. Vavá, de início, não aceitou a ideia de hospedar sua família, já que os considera como «um bando de loucos irresponsáveis»,  «especialistas em vagabundagem, folgadice e despesas» — e faz de tudo para transformar a vida de seus hóspedes indesejáveis em um inferno. Porém, quem passa a viver um inferno é Vavá, já que ele é o único que trabalha para sustentar a casa.

### Desenlace pós-seriado
No revival de 2013, é revelado que após Vavá perder o apartamento passou onze anos trabalhando em uma expedição científica na floresta Amazônica. Já no filme de 2018, Vavá está preso por conta de uma armação de Caco, regressando ao Arouche no final, para a alegria da família.

## As empresas de Vavá
Apesar de ter manifestado desejo de se aposentar bem no início da série (ep. 30), Vavá sempre aparecia com um novo negócio, geralmente efêmero, complementando ou substituindo a mais perene VavaTur:
- (como cobaia), adesivo anti-mentira (ep. 144)
- Arouche's Place, restaurante (ep. 159-164, 166, 170, 179)
- Buraco Bacana (como gerente), “inferninho” (ep. 123)
- Coxinhas do Vavá[carece de fontes?]
- Capitão Bestalhão (como roteirista), super-herói (ep. 67)
- (como cineasta), produtora cinematográfica (ep. 203)
- empresa de strippers masculinos (ep. 89)
- fábrica de perucas (ep. 156)
- Conan (como agente), galo de briga (ep. 237)
- grupo de imitadores de Elvis Presley (ep. 207)
- Lasvavavegas (ep. 95)[?]
- Lavavá Melhor, sabão (ep. 59)
- Livravá, empresa de livros românticos (ep. 107)
- Noivavá, filmagem de casamentos (ep. 79)
- Petroquímica Vavóil[carece de fontes?]
- projeto de apoio a crianças carentes (ep. 157)
- projeto de apoio natalício aos pobres (ep. 228)
- Rádio Cupuaçu (ep. 46)
- Sai de Cima (como roteirista), seriado de televisão (ep. 239)
- Salvavá[carece de fontes?]
- spa (ep. 61)
- Vavá Cuidar da Sua Vida, livro de autoajuda (ep. 67)
- Vavabar, “barzinho” («revitalizado» no ep. 95)
- Vavacão, hotel para cachorro (ep. 193)
- Vavadultério, vigilância conjugal (ep. 98)
- Vavafraldas, empresa de reciclagem de fraldas (ep. 104)
- Vavagilantes, agência de vagilantes (ep. 220)
- Vavai ao Teatro, companhia de teatro (ep. 216)
- Vavai com Deus (ep. 213)
- Vavaiola[carece de fontes?]
- Vavaiquiri, coquetel  (ep. 131)[2]
- Vavalarmes, alarmes  (ep. 140)
- Vavamed, agência de planos de saúde (ep. 228)
- Vavamentos — Empreendimentos Vavá[carece de fontes?]
- Vavamoda, confecções (ep. 87)
- Vavamour, agência de casamentos (ep. 41)
- Vavangerie, revendedora de roupas íntimas (ep. 64)
- Vavantiquário, antiquário (ep. 50)
- Vavapintos, clonagem de frangos (ep. 74)
- Vavá-rato, armadilhas para desratização (ep. 218)[3]
- Vavasebabar (ep. 92)[?]
- Vavatores,[?] agência de atores (ep. 60)
- Vavatrabalhar, agência de domésticas (ep. 39)
- Vavatumba, agência funerária (ep. 42)
- Vavatur, agência de viagens (ep. 1-10 e filme, i.a.)
- Vavazoides, banco de esperma (ep. 54)[?]
- Vavazórios (ep. 43)[?]
- Vavonha, venda ambulante de pamonha (ep. 45)
- Vavópera[carece de fontes?]